# Hans Ober
Hans Ober (Oudkarspel, 24 maart 1988) is een Nederlands ondernemer, vooral bekend als een van de oprichters van TicketSwap.

## Leven
Hij is de zoon van een tandarts en tandartsassistente.
Hij doorliep de lagere school in Oudkarpsel (OBE  De Barnewiel), 1992-2000). Daarna volgden middelbare scholen tussen 2000 en 2006 in Heerhugowaard (Han Fortmann College) en Bergen (Berger Scholengemeenschap). Vooral in dat laatste dorp gingen zijn ogen open door de aldaar getoonde rijkdom. In de periode 2006-2010 studeerde hij aan de IVA Business School te Driebergen-Rijsenburg (HBO Bachelor, autobranche en management). In 2010 ging hij ondernemerschap studeren aan de Vrije Universiteit Amsterdam; een jaar later studeerde hij internationaal management aan de Universiteit van Amsterdam, dat hield hij tot 2013 vol.
Het ondernemerschap zat er al vroeg in. In zijn jeugd was zijn ideaal, rijk of directeur zijn. In 2012 richtte hij uit een persoonlijke frustratie (hij wilde een Lowlandskaart verkopen) met Frank Roor en Ruud Kamphuis TicketSwap op.

## Privé
Ober herstelde rond 2015 na een operatie van teelbalkanker. Hij woont samen en heeft een dochter. 